# Desmatodon austrogeorgicus
Desmatodon austrogeorgicus là một loài rêu trong họ Pottiaceae. Loài này được (Cardot) Ochyra mô tả khoa học đầu tiên năm 1986.